# Pociąg do historii
Pociąg do historii – projekt wystawy multimedialnej ulokowanej w wagonach historycznego składu kolejowego ciągniętego przez lokomotywę parową (parowóz Ok1-359 z 1918 r.). Celem ekspozycji jest prezentacja kamieni milowych w powojennych losach Ziemi Odzyskanych. Wystawa została zorganizowana przez Ośrodek "Pamięć i Przyszłość".
Historyczny i kulturowy dorobek społeczności tych terenów ukazany został za pomocą nowoczesnych i ciekawych form, jak np. prezentacje multimedialne, gra komputerowa, quiz, zabytkowe eksponaty, kopie autentycznych dokumentów, prasy i plakatów z danego okresu itp. Skład pociągu stanowi pięć wagonów ekspozycyjnych, wagon – punkt zbierania świadectw i pamiątek oraz dwa wagony techniczne.
Pociąg przyjeżdża do wybranych miejscowości na okres kilku dni. Podczas tego postoju wystawa jest otwarta dla zwiedzających, którzy mogą również uczestniczyć w towarzyszącym jej programie edukacyjnym i kulturalnym (np. lekcje żywej historii dla szkół, pokazy filmów, wieczory wspomnień dla okolicznej ludności).
Do specjalnie przystosowanego wagonu można również przynosić i skanować własne pamiątki (zdjęcia, dokumenty itp.), które następnie trafią do archiwum Ośrodka "Pamięć i Przyszłość". W 2007 roku zorganizowanie wystawy było priorytetem działalności Ośrodka.

## Pilotażowy kurs podróżującej wystawy
W roku 2007 pociąg wyruszył w pilotażowy kurs do trzech miejscowości: Malczyc, Jelcza-Laskowic oraz Wałbrzycha.
W dniach 27–31 października 2007 wystawa odwiedziła Malczyce; w ciągu pięciu dni zwiedziło ją około 4000 osób, z czego 1500 osób to dzieci z okolicznych szkół gminnych i powiatowych. Oprócz uroczystego sobotniego otwarcia, w którym uczestniczyli przedstawiciele lokalnych władz, w niedzielę na dworcu PKP odbył się festyn z udziałem 12 regionalnych zespołów. Frekwencja podczas pokazów Kina Pociąg każdego dnia wynosiła ponad 60 osób.
W dniach 3–7 listopada 2007 Pociąg do historii został zaprezentowany w Jelczu-Laskowicach. W ciągu pięciu dni zwiedziło go 3000 osób, w tym 1700 osób to dzieci z okolicznych szkół. Odbył się także pokaz filmów.
W dniach 11–14 listopada wystawa była otwarta dla zwiedzających w Wałbrzychu. Frekwencja wynosiła 2000 osób, w tym 1000 to uczniowie okolicznych szkół. Niższa frekwencja w tym przypadku wynikała z ciężkich warunków pogodowych – w Wałbrzychu spadło 15 cm śniegu.
W dniach 28–29 listopada 2007 r. wystawa dostępna była dla wrocławskich zwiedzających. Na uroczystość otwarcia przybyło kilkadziesiąt osób, a podczas 2 dni ekspozycję zobaczyło około 1500 zwiedzających.
19-23 kwietnia 2008 Bolesławiec